# Metacentar
Metacentar (oznaka M) je materijalna točka simetričnoga tijela što pliva u vodi, u kojoj pravac nosilac sile uzgona (oznaka B) siječe ravninu simetrije pri pomaku iz položaja ravnoteže (oznaka G). Tijelo stabilno pliva ako mu se metacentar nalazi iznad težišta. Određivanje položaja metacentra važno je u brodogradnji i pri utvrđivanju takozvanih triju uvjeta plovnosti.

## Stabilnost broda
Stabilnost broda ili stabilitet broda svojstvo je broda da održava uspravan položaj u svim okolnostima plovidbe. Zbog različitih uzroka brod se u plovidbi ili na vezu nagiba oko neke osi. Najosjetljivije je nagibanje broda oko uzdužne osi, jer brod najviše izlaže pogibelji od prevrtanja. Moment statičke stabilnosti suprotstavlja se nagibanju, a čine ga spreg sila: uzgon, sila koja se zbog oblika trupa pomiče i uspravlja brod, i težina, sila koja naginje brod. Početna statička stabilnost za manje nagibe veća je što je veća takozvana metacentarska visina, a težište broda niže. Metacentarska visina ovisi o obliku trupa broda i čini točku u kojoj smjer sile uzgona presijeca uzdužnu simetralnu ravninu brodskoga trupa. Dinamička je stabilnost broda rad momenta statičke stabilnosti do nagiba broda, do kojega dolazi kada se izjednači rad momenta statičke stabilnosti i momenta nagibanja broda pod dinamičkim djelovanjem vanjskih sila.